# 大庭恭平
大庭 恭平（おおば きょうへい、天保元年〈1830年〉 - 明治35年〈1902年〉1月5日）は、江戸時代末期（幕末）から明治時代にかけての人物。会津藩の密偵である。別名は機、景範、松斎。

## 生涯
天保元年（1830年）、大庭弘訓の次男として生まれる。文久2年（1862年）に藩主・松平容保が京都守護職に任じられて上洛すると、これより先に上洛する。会津藩の重臣である田中玄清や野村左兵衛の密命で浪人となって京都で活動する過激派の攘夷浪人の監視を行なうためだったとされている。文久3年（1863年）には足利三代木像梟首事件が起こり、事件後に情報を会津藩に流した大庭も犯人の1人として捕縛され、信濃国上田藩に幽閉された。慶応4年（1868年）から戊辰戦争が始まると、新政府軍は明治改元の大赦令に従って大庭を釈放。会津へ帰った恭平に対し、すでに朝廷から賊軍としてみなされていた会津藩主松平容保は、「我が藩は朝廷の罪人となったが、そちだけは免れておる。何と幸いな事ではないか」と言った、という(『函館游寓名士伝』)。
大庭は古屋佐久左衛門が率いる衝鋒隊に加わり各地で新政府軍に抗して戦功を立てた。会津藩が劣勢になると仙台に赴き援軍を願い出るが、既に仙台藩に戦闘の意志はない。そのため、同盟を結んでいた庄内藩へ赴き会津藩救済を願い出る。だが時すでに遅く、逆に庄内藩に説得され共に投降、牢獄へ送られて越後高田に謹慎処分となった。高田へ送られる前、若松において取締と称する役員に町野主水らと共に任命され、白虎隊の埋葬など戦後処理に尽力している。
会津藩は戊辰戦争で新政府により改易されたが、大庭は下士の身分から引き立ててくれた藩主に忠誠をつくし、一方で足利三代木像梟首事件に係っては尊王攘夷の志士であったとする相反する逸話も否定しなかった。明治3年（1870年）に斗南藩として再興が認められると、同年幽閉から解放された恭平は刑法掛として出仕し、明治政府のもとで官吏の道をあゆむこととなる。
明治政府においても若松、新潟、秋田、弘前、函館の地で法官職に就いたが、「意にあきたらざる者有れば貴卿巨紳と雖も詆訶排撃(『京都守護職始末』)」の性質は変らず、たびたび上司と衝突しては異動させられ、新潟時代には坂口五峰らとともに「風月唫社」を興し、その後も知己との詩酒徴逐を以て、後半生の鬱積を払った。明治22、23年の頃、還暦を迎えて退職した後は、会津へは帰らず函館で隠棲生活を送り、晩年は妻子なく(一子、精一21才にて早世)室蘭にいる弟のもとで過ごしていたという。明治35年（1902年）1月5日に死去。享年73。
墓所は札幌市清田区の里塚霊園にある。

## 登場作品
- 八重の桜 - 2013年、NHK大河ドラマ、演：山中崇